# Jerry Ehman
Jerry Ray Ehman (* 1939) ist ein US-amerikanischer Astrophysiker. Er ist ehemaliger Professor an der Franklin University in Columbus, Ohio. Bekannt wurde er durch seine Entdeckung des Wow!-Signals 1977, das als möglicher Kommunikationsversuch von Außerirdischen mit der Erde gedeutet wird.

## Leben
Ehmann schloss 1961 ein Physikstudium mit einem Bachelor an der State University of New York in Buffalo ab. 1969 wurde er an der University of Michigan promoviert, nachdem er dort 1963 ein Masterstudium abgeschlossen hatte.
Ab 1967 arbeitete er als Radioastronom am „Big Ear“-Radioteleskop der Ohio State University. Dort fiel ihm im Rahmen des SETI-Projekts der NASA im August 1977 das Wow!-Signal auf. Spätere Untersuchungen durch Ehman selbst und durch andere konnten die Natur des Signals, das sich nicht mehr wiederholte, nicht erklären.
Später nahm er eine Professur an die Franklin University in Columbus an und war dort bis zu seiner Emeritierung 1993 angestellt.